# 原田伴彦
原田 伴彦（はらだ ともひこ、1917年3月11日 - 1983年12月8日）は、日本史学者、大阪市立大学名誉教授。

## 経歴
満州奉天（現・瀋陽）生まれ。本籍地は佐賀県。生後2歳の時に一家で東京に渡る。1929年長野県旧制松本中学（現・長野県松本深志高等学校）入学し、その後1936年旧制松本高等学校文科甲類卒業。1939年東京帝国大学文学部国史学科卒業。
国民新聞社記者となり国民生活研究会に参加して皇国史観に対抗したが徴兵される。1946年復員、1948年まで松本商業学校教員、信陽新聞社に入り論説委員となるがレッドパージで退職。1952年大阪市立大学経済学部講師、1954年助教授、1959年教授。1969年から1970年まで経済学部長。1980年に定年退職、名誉教授、八代学院大学経済学部教授。1962年には「日本封建制下の都市と社会」により、大阪市立大学から経済学博士の学位を授与される。
この間、1953年から1966年まで部落問題研究所理事、1957年から1969年まで大阪市同和問題研究室理事、1964年から1983年まで大阪府同和対策審議会委員、1967年から1983年まで大阪市同和対策審議会委員を、また1968年から1983年まで部落解放研究所初代理事長を務める。奈良本辰也らとともに部落史研究を行い業績を残し、部落差別撤廃の啓蒙、同和行政に尽し、1975年松本治一郎賞受賞。
朝日新聞社から刊行した『被差別部落の歴史』（1973年）は部落史の標準的な通史として長く読まれた。

『原田伴彦著作集』全7巻・別巻、『原田伴彦論集』全5巻がある。
没後1992年より部落解放研究を対象に原田伴彦賞が設けられたが、のち原田伴彦記念部落史研究奨励金に変わった。

## 著書
- 中世における都市の研究 大日本雄弁会講談社 1942
- 日本史概説 新教育事業協会 1950
- 関ケ原合戦前後 封建社会における人間の研究 創元社 1956（創元歴史選書）
- 日本封建都市研究 東京大学出版会 1957
- 茶道太平記 淡交新社 1959
- 日本封建制下の都市と社会 三一書房 1960
- 木曽・信濃路の魅力 淡交新社 1960
- 九州路の魅力 正続 淡交新社 1961-1962
- 長崎 歴史の旅への招待 中公新書 1964
- 日本女性史 河出書房新社 1965
- 近江路 人と歴史 淡交新社 1966
- 日本町人道 市民的精神の源流 講談社現代新書 1968
- 近代数寄者太平記 淡交社 1971（淡交選書）
- カラー大和路の魅力 斑鳩 淡交社 1972
- 石川五右衛門ほか 日本史人物夜話 時事通信社 1973
- 被差別部落の歴史 朝日新聞社 1973 のち選書
- 入門部落の歴史 部落解放研究所 1973
- カラー信濃路の魅力 淡交社 1974
- 日本の町並み 写真:馬場直樹 毎日新聞社 1975
- 改革と維新 講談社現代新書 1976
- 反逆の日本史 時事通信社 1979 のち河出文庫
- 町人茶道史 筑摩書房 1979.7
- 京の人大阪の人 朝日選書 1980
- 原田伴彦著作集 全7巻別巻 思文閣出版 1981-1982
- 近代日本の歩み 「経済大国」への道 大阪書籍 1982（朝日カルチャーブックス）
- 宗教と部落問題 難波別院 1982.10
- 江戸時代の歴史 三一書房 1983.7
- 道中記の旅 芸艸堂 1983.10
- 原田伴彦論集 全5巻 思文閣出版 1984-1986
- 差別と部落 三一新書 1984
- 部落解放を求めつづけて 原田伴彦部落問題選集 部落解放研究所 1985.1

## 共編著
- 歴史家のみた講談の主人公 藤直幹共編 三一新書 1957
- 日本史の英雄その悲劇的な死（編）三一書房 1967（高校生新書）
- 因島市の部落問題（編）因島市同和地区調査編集委員会 1969
- 日本の市街古図 西日本/東日本編 西川幸治共編 鹿島研究所出版会 1972-1973
- 批評日本史 政治的人間の系譜4 織田信長 会田雄次、杉山二郎共著 思索社 1972
- 歴史の視点 中巻 西山松之助、小木新造共編 日本放送出版協会 1975
- 東北・北越被差別部落史研究 田中喜男共編 明石書店 1981
- 茶道人物辞典 柏書房 1981.9
- 浅野文庫蔵諸国当城之図 矢守一彦共編 新人物往来社 1982.12
- 日本城下町繪圖集 矢守一彦共編 昭和礼文社 1983
- 関西の風土と歴史 作道洋太郎共編 山川出版社 1984（風土と歴史）
- 京都千年 3 庭と茶室 華やぎとわび・さび 講談社 1984.7